# فيرغسون (كنتاكي)
فيرغسون (بالإنجليزية: Ferguson, Kentucky)‏ هي مدينة تقع في مقاطعة بولاسكي (كنتاكي) بولاية كنتاكي في وسط جنوب شرق الولايات المتحدة. تبلغ مساحة هذه المدينة 4.5 (كم²)، وترتفع عن سطح البحر 285 م، بلغ عدد سكانها 881 نسمة في عام 2000 حسب إحصاء مكتب تعداد الولايات المتحدة وتصل الكثافة السكانية فيها 194.8 نسمة/كم2.

## التركيبة السكانية
حدّد مكتب تعداد الولايات المتحدة بيانات التركيبة السكانية لفيرغسون في تعداد الولايات المتحدة. في ما يلي، التركيبة السكانية حسب تعدادي 2000 و2010.

### تعداد عام 2000
بلغ عدد سكان فيرغسون 881 نسمة بحسب تعداد عام 2000، وبلغ عدد الأسر 360 أسرة وعدد العائلات 249 عائلة مقيمة في المدينة. في حين سجلت الكثافة السكانية 161.9 نسمة لكل كيلومتر مربع (419.3/ميل2). وبلغ عدد الوحدات السكنية 397 وحدة بمتوسط كثافة قدره 73 لكل كيلومتر مربع (189.1/ميل2).
وتوزع التركيب العرقي للمدينة بنسبة 97.62% من البيض و1.02% من الأمريكيين الأفارقة و0.34% من الأمريكيين الأصليين و0.45% من الأمريكيين ذوي الأصول الآسيوية و0.57% من عرقين مختلطين أو أكثر و0.23% من الهسبانيون أو اللاتينيون من أي عرق.
بلغ عدد الأسر 360 أسرة كانت نسبة 30.6% منها لديها أطفال تحت سن الثامنة عشر تعيش معهم، وبلغت نسبة الأزواج القاطنين مع بعضهم البعض 56.4% من أصل المجموع الكلي للأسر، ونسبة 10% من الأسر كان لديها معيلات من الإناث دون وجود شريك،  بينما كانت نسبة 2.8% من الأسر لديها معيلون من الذكور دون وجود شريكة وكانت نسبة 30.8% من غير العائلات. تألفت نسبة 26.1% من أصل جميع الأسر من عدة أفراد يعيشون في نفس المنزل ونسبة 11.7% كانت تتألف من شخص يعيش بمفرده يبلغ من العمر 65 عاماً أو أكثر. وبلغ متوسط حجم الأسرة المعيشية 2.45، أما متوسط حجم العائلات فبلغ 2.92.
بلغ العمر الوسطي للسكان 38.1 عاماً. وكانت نسبة 22.9% من القاطنين تحت سن الثامنة عشر، وكانت نسبة 10.8% بين الثامنة عشر والرابعة والعشرين عاماً، ونسبة 27.8% كانت واقعةً في الفئة العمرية ما بين الخامسة والعشرين والرابعة والأربعين عاماً، ونسبة 24.9% كانت ما بين الخامسة والأربعين والرابعة والستين، ونسبة 13.6% كانت ضمن فئة الخامسة والستين عاماً فما فوق. يوجد لكل 100 أنثى 105.8 ذكر، ويوجد لكل 100 أنثى في الثامنة عشر من عمرها فما فوق 94.0 ذكر.
بلغ متوسط دخل الأسرة في المدينة 30,855 دولارًا، أما متوسط دخل العائلة فبلغ 37,841 دولارًا. وكان متوسط دخل الذكور 27,386 دولارًا مقابل 17,308 دولارًا للإناث. وسجل دخل الفرد الخاص بالمدينة 13,355 دولارًا. وكانت نسبة 10% من العائلات ونسبة 16.5% من السكان تحت خط الفقر، وكان من هؤلاء نسبة 24% تحت سن الثامنة عشر ونسبة 14% في الخامسة والستين من العمر وما فوق.

### تعداد عام 2010
بلغ عدد سكان فيرغسون 924 نسمة بحسب تعداد عام 2010، وبلغ عدد الأسر 362 أسرة وعدد العائلات 246 عائلة مقيمة في المدينة. في حين سجلت الكثافة السكانية 169.9 نسمة لكل كيلومتر مربع (440.0/ميل2). وبلغ عدد الوحدات السكنية 403 وحدة بمتوسط كثافة قدره 74.1 لكل كيلومتر مربع (191.9/ميل2).
وتوزع التركيب العرقي للمدينة بنسبة 96.54% من البيض و0.76% من الأمريكيين الأفارقة و0.43% من الأمريكيين الأصليين و0.87% من الأمريكيين ذوي الأصول الآسيوية و0.54% من الأعراق الأخرى و0.87% من عرقين مختلطين أو أكثر و1.52% من الهسبانيون أو اللاتينيون من أي عرق.
بلغ عدد الأسر 362 أسرة كانت نسبة 32.3% منها لديها أطفال تحت سن الثامنة عشر تعيش معهم، وبلغت نسبة الأزواج القاطنين مع بعضهم البعض 47.2% من أصل المجموع الكلي للأسر، ونسبة 13.8% من الأسر كان لديها معيلات من الإناث دون وجود شريك،  بينما كانت نسبة 6.9% من الأسر لديها معيلون من الذكور دون وجود شريكة وكانت نسبة 32% من غير العائلات. تألفت نسبة 28.2% من أصل جميع الأسر من عدة أفراد يعيشون في نفس المنزل ونسبة 10.5% كانت تتألف من شخص يعيش بمفرده يبلغ من العمر 65 عاماً أو أكثر. وبلغ متوسط حجم الأسرة المعيشية 2.55، أما متوسط حجم العائلات فبلغ 3.09.
بلغ العمر الوسطي للسكان 36.4 عاماً. وكانت نسبة 26.2% من القاطنين تحت سن الثامنة عشر، وكانت نسبة 7.9% بين الثامنة عشر والرابعة والعشرين عاماً، ونسبة 27.3% كانت واقعةً في الفئة العمرية ما بين الخامسة والعشرين والرابعة والأربعين عاماً، ونسبة 24.9% كانت ما بين الخامسة والأربعين والرابعة والستين، ونسبة 13.7% كانت ضمن فئة الخامسة والستين عاماً فما فوق. وتوزع التركيب الجنسي للسكان بنسبة 49.9% ذكور و50.1% إناث.

## وصلات خارجية
- The US50 - Cities and Towns in Kentucky State